# International Journal for Parasitology: Drugs and Drug Resistance
Das International Journal for Parasitology: Drugs and Drug Resistance, abgekürzt Int. J. Parasitol. Drugs Drug Resist., ist eine wissenschaftliche Fachzeitschrift, die vom Elsevier-Verlag veröffentlicht wird. Die Zeitschrift erscheint derzeit mit drei Ausgaben im Jahr. Es werden Arbeiten veröffentlicht, die sich mit den antiparasitären Eigenschaften von Arzneimitteln oder Naturstoffen beschäftigen.
Der Impact Factor lag im Jahr 2014 bei 3,294. Nach der Statistik des ISI Web of Knowledge wird das Journal mit diesem Impact Factor in der Kategorie Pharmakologie und Pharmazie an 67. Stelle von 254 Zeitschriften und in der Kategorie Parasitologie an achter Stelle von 36 Zeitschriften geführt.